# Anto Tepeluk-Klarić
Anto Tepeluk-Klarić (Domaljevac 1910. – svibanj 1945.), hrvatski rimokatolički svećenik iz reda franjevaca, mučenik

## Životopis
Rodio se je 1910. godine u Domaljevcu kod Bosanskog Šamca. Nakon završenog školovanja zaređen je za svećenika 1937. godine. Bio je članom franjevačke provincije Bosne Srebrene. Bio je kapelan u Tramošnici i župnik u Domaljevcu. Englezi su ga na prijevaru izručili Titovim partizanima koji su ga kao i mnoge druge Hrvate likvidirali svibnja 1945. godine negdje u poznatim «marševima smrti».

## Djela
- Školovanje bosanskih klerika
- Naš biskup Strossmayer